# Pointe des Châteaux (Guadeloupe)
Pour les articles homonymes, voir Pointe des Châteaux.
La pointe des Châteaux est une péninsule d'environ 11 km, située à l’extrémité Est de l'île de Grande-Terre, en Guadeloupe, à 45 km de Pointe-à-pitre, sur la commune de Saint-François.

## Présentation
Le nom de pointe des Châteaux est également donné à l'extrémité de la péninsule. Elle est constituée d'une large bande littorale 
issue d'une formation géologique et de la couche sédimentaire calcaire due à son immersion pendant plusieurs millions d'année. Elle est balayée par des vents souvent violents et se distingue par ses aiguillons, surgissant de l'océan, reliques d'une falaise érodée par les vagues et les embruns, et qui n'abrite plus qu'une faune et une flore rares, dont certaines espèces endémiques.
La culture du coton y est un temps favorisée avant de progressivement disparaitre. Le site est classé au titre des monuments naturels et des sites en 1997.

## Tourisme
Lieu touristique appartenant au réseau des grands sites de France, la Pointe des Châteaux accueille en moyenne 500 000 visiteurs par an. L'escalade de la « Grand-Croix », située au sommet de la Pointe des Châteaux, offre un panorama sur la Grande-Terre et, si le temps le permet, sur l'île de la Désirade, qui jaillit à 8 km seulement au large dans la mer des Caraïbes.

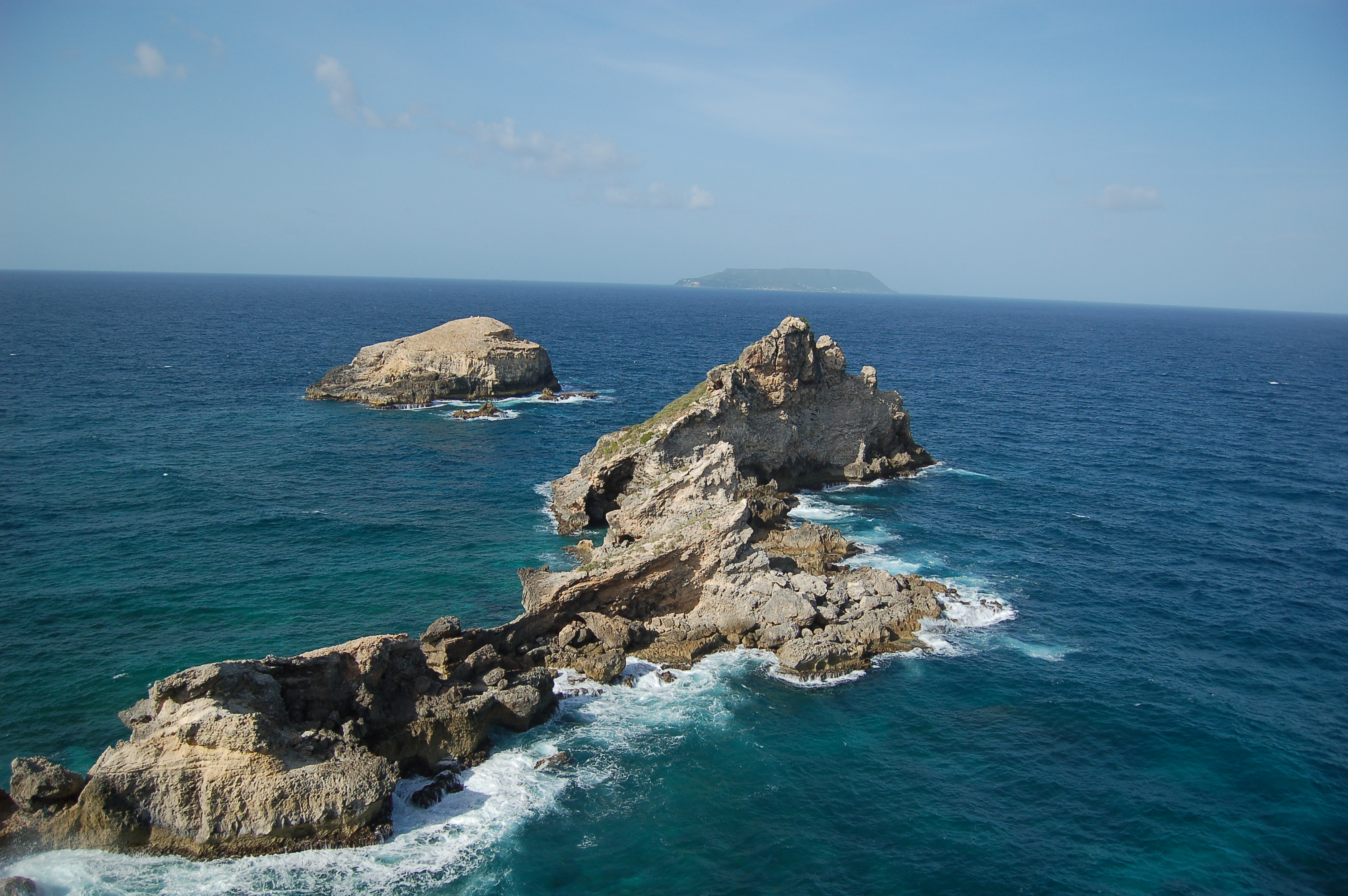
Vue lointaine de la Désirade depuis la Pointe des Châteaux.
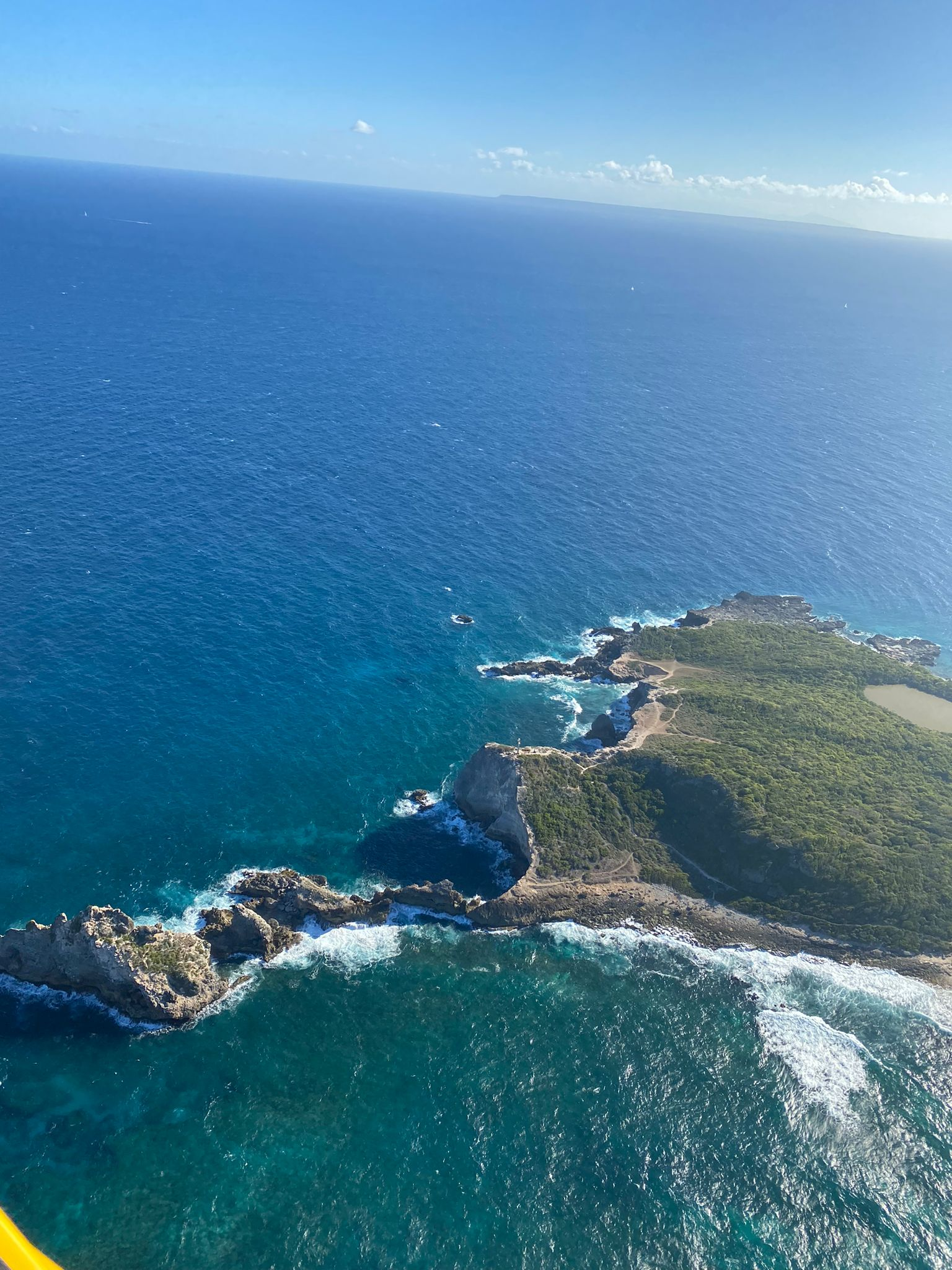
Pointe des châteaux vue du ciel
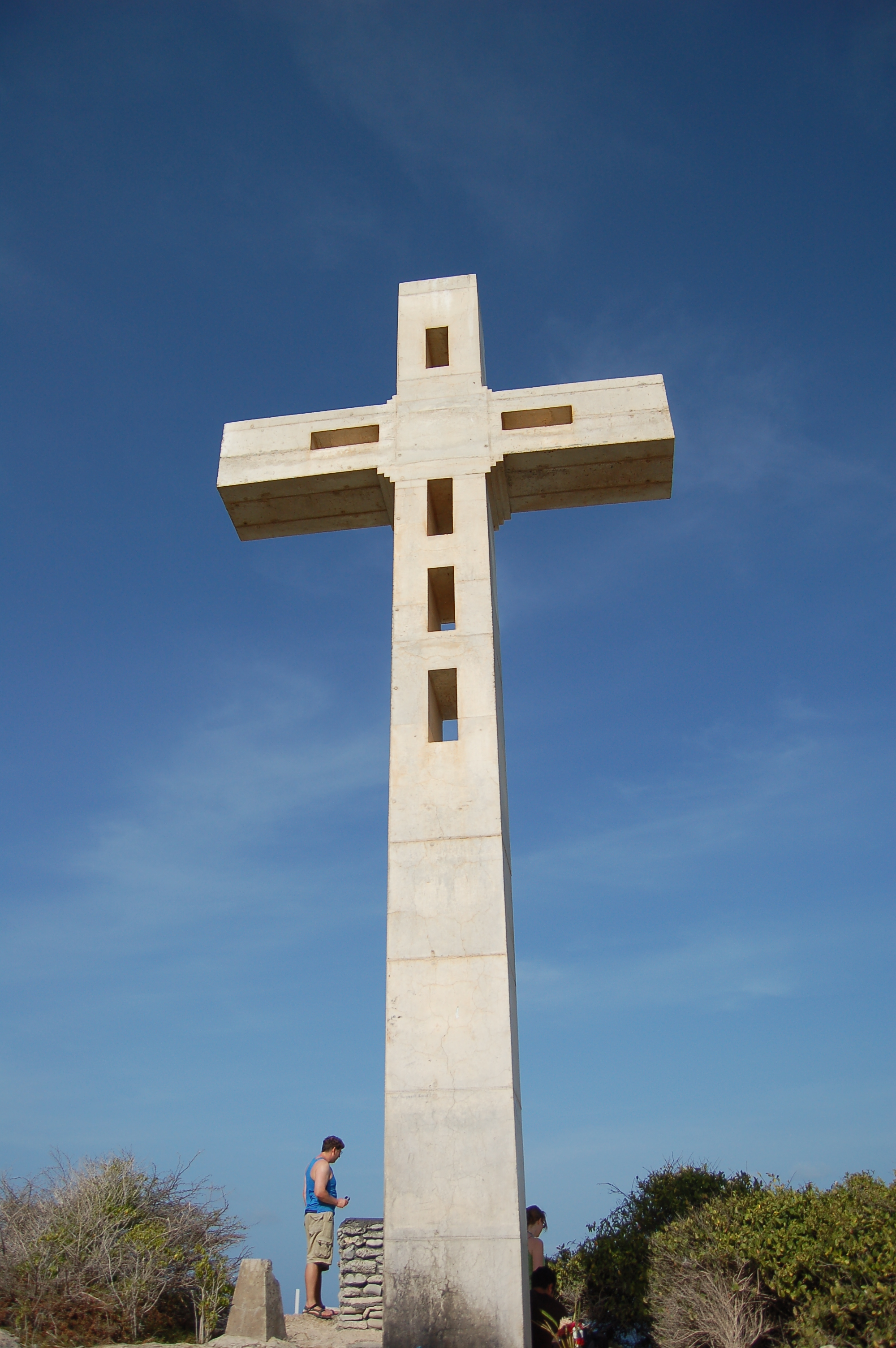
La « Grand-Croix » culminant au sommet de la Pointe des Châteaux
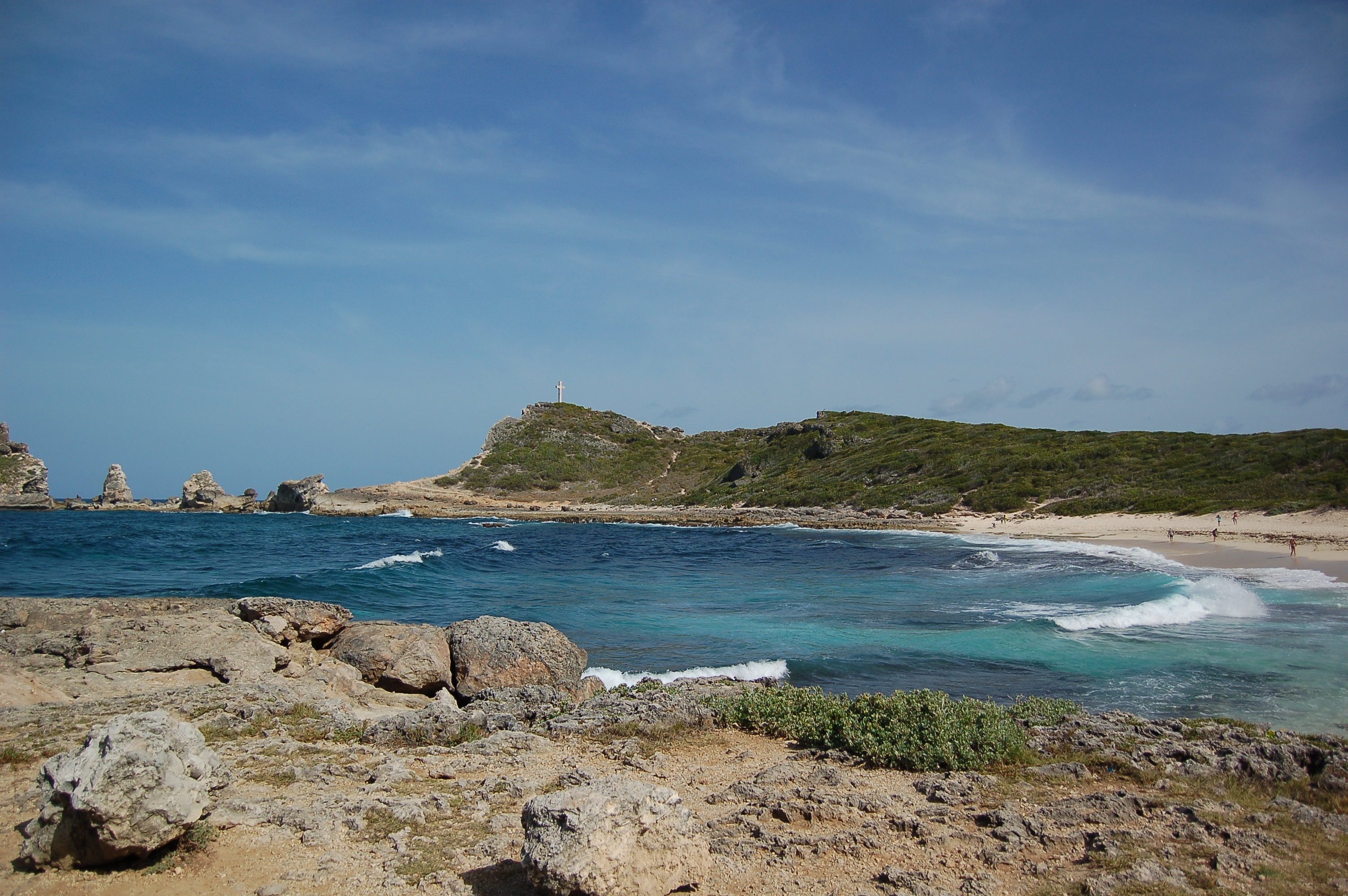
Pointe des Châteaux, Guadeloupe.
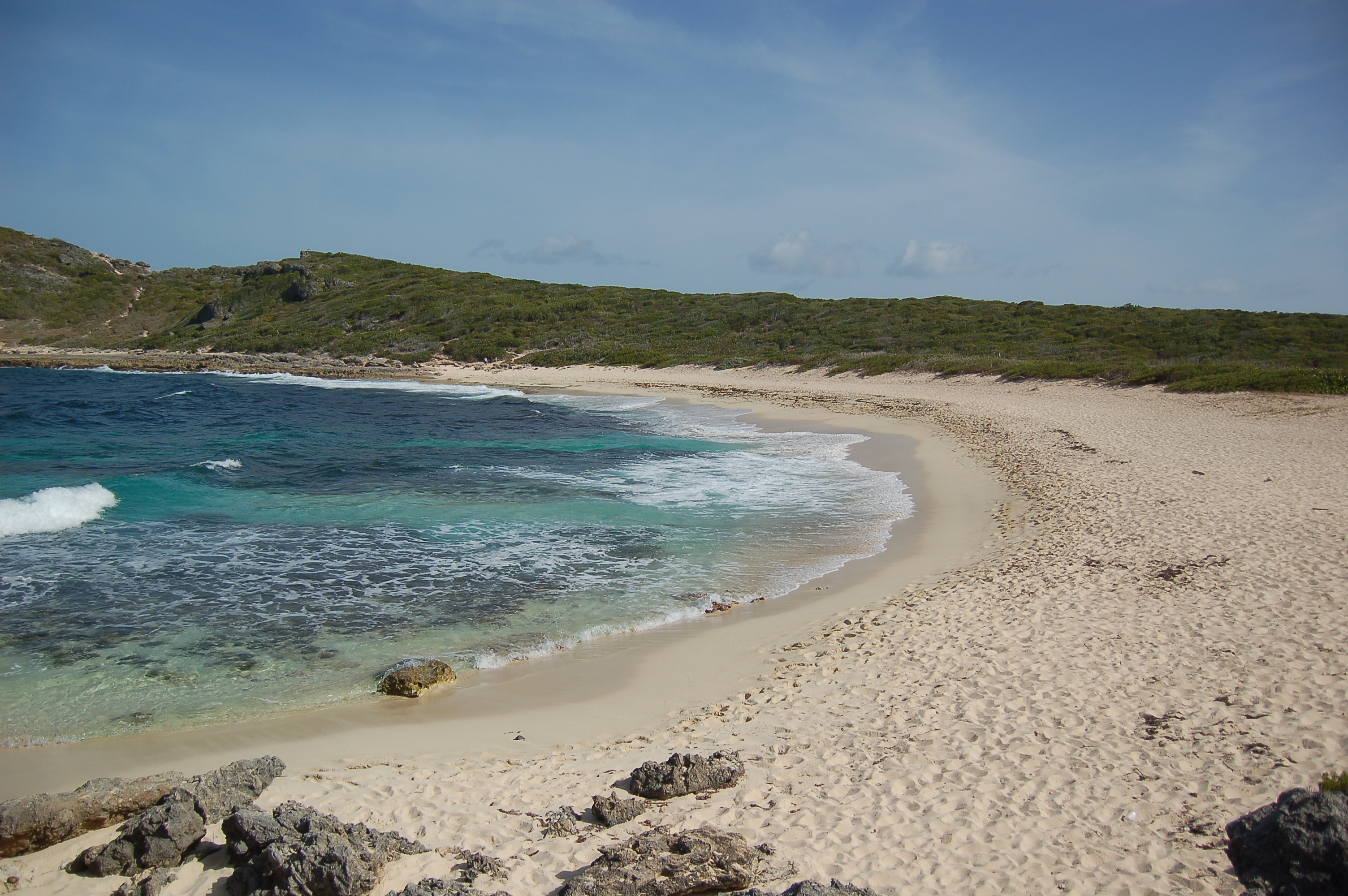
La longue plage des « Grandes Salines » à la pointe des Châteaux.
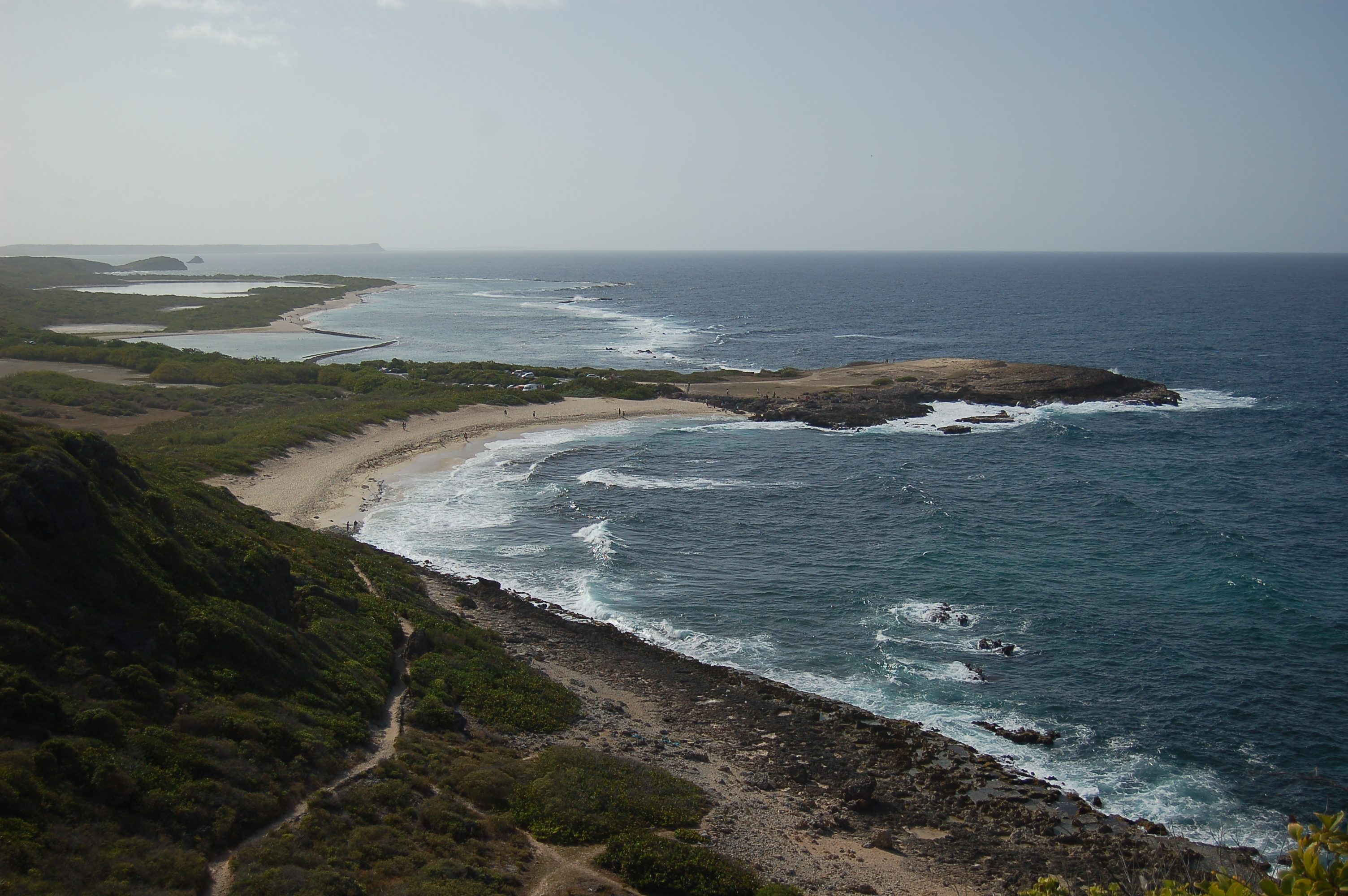
La longue plage des » Grandes Salines » à la pointe des Châteaux.